# 施慧萍
施慧萍，臺灣花蓮人，國立東華大學自然資源與環境研究所理學碩士，臺灣政治人物，曾擔任教師。從民國86年開始投入社會公益，將近20年不遺餘力，曾擔任第17屆、第18屆花蓮縣議會議員，目前現任社團法人花蓮縣持修積善協會理事長。

## 外部連結
- 社團法人花蓮縣持修積善協會 （页面存档备份，存于）
- 教育部青年發展署花蓮青年志工中心 （页面存档备份，存于）
- 施慧萍部落格 （页面存档备份，存于）
- 施慧萍Facebook